# Had Soualem
Had Soualem (arabiska: حد السوالم) är en stad i Marocko. Den ligger i provinsen Berrechid och regionen Casablanca-Settat, 110 km sydväst om huvudstaden Rabat. Antalet invånare var 36 765 vid folkräkningen 2014.